# ブリッジ・カフェ
ブリッジ・カフェ (Bridge Cafe) は、ニューヨーク市マンハッタン区ダウンタウンのサウス・ストリート・シーポート地区にある歴史的なレストランおよびバーである。住所は279 Water Streetで、この建物はもともと1794年に"食料品、ワイン、そしてポーター・ボトラー (porter bottler) "として開業し、その後も一連の飲酒・飲食施設として使われてきた。19世紀には、この建物は複数の都市目録に食料品または酒店、またはポーターハウスとして記述されている。Henry Williamsは1847年から1860年までここで売春宿を経営し、その娼婦たちは1855年のニューヨーク市の人口調査に登記されている。1888年、この建物の外装は現在のものに改装された。この建物はニューヨーク市で最古の、途切れなくビジネスが行われてきた施設であり、現在の店舗は1979年から同じオーナーが所有している。
ニューヨーク市長エド・コッチは在任中、定期的にブリッジ・カフェでディナーを取っており、ここは彼のお気に入りのレストランであると公言していた。
ニューヨーク・マガジンは、ブリッジ・カフェをニューヨーク市でトップ5のバーにノミネートした。
ブリッジ・カフェの建物はハリケーン・サンディによって大きく損傷し、修復が完了する2015年まで休業していた。